# El Dorado (Colômbia)

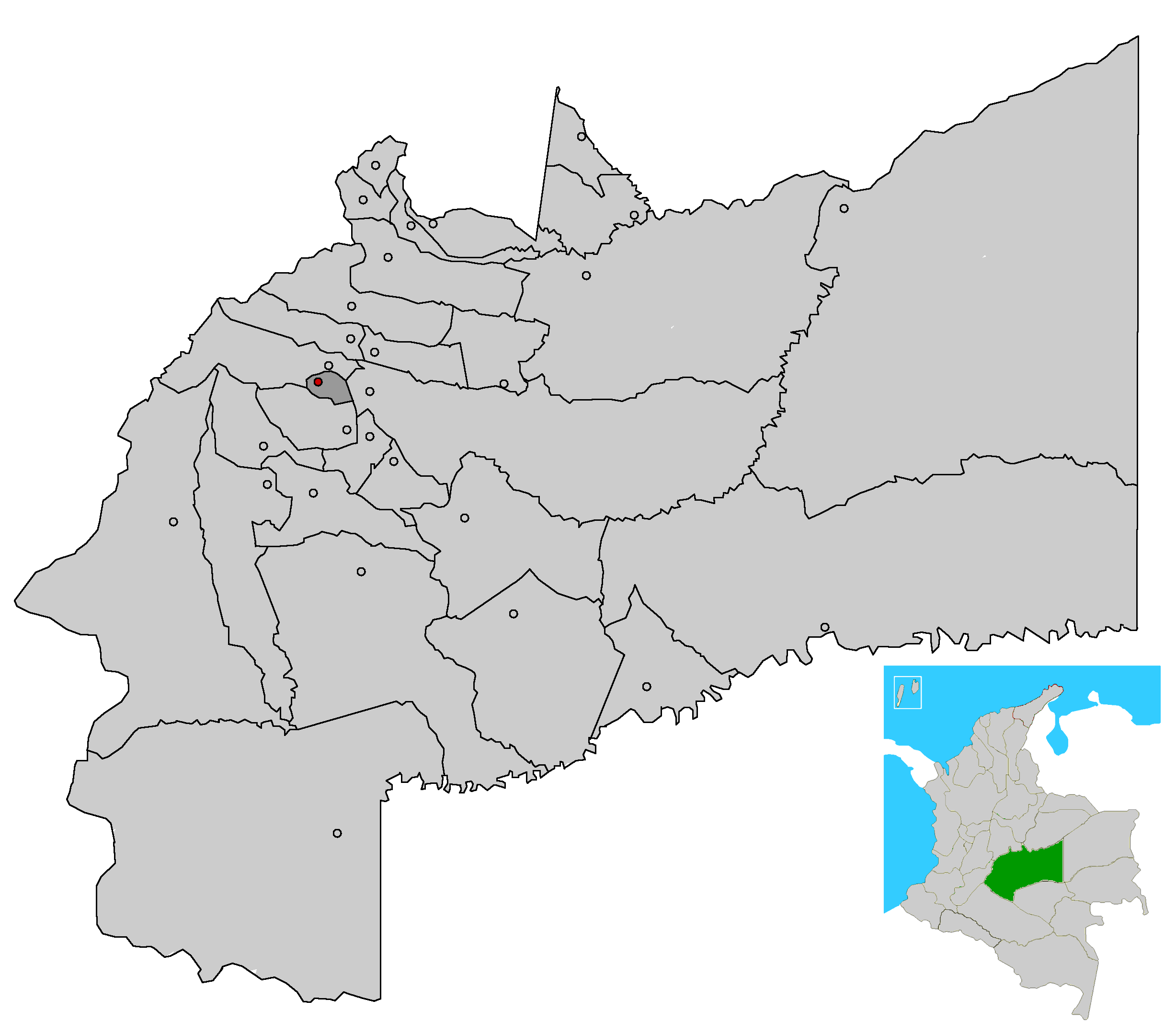
Município de El Dorado, Colômbia.

El Dorado é um município da Colômbia, localizado no departamento de Meta.. O Lago Guatavita, onde se realizava a cerimónia do Eldorado (o homem dourado) não fica na cidade, mas sim em Sesquilé, no departamento de Cundinamarca.